# Alexis Sinduhije
Alexis Sinduhije (sinh ngày 5 tháng 5 năm 1967) là nhà báo và chính trị gia người Burundi. Ông sáng lập đài phát thanh "Radio Publique Africaine" dùng làm phương tiện mang lại hòa bình giữa các người sắc tộc Tutsi và Hutu trong một đất nước thường bị chiến tranh xâu xé. Ông có ý tưởng lập ra đài phát thanh này khi làm việc ở đài phát thanh quốc gia, nhằm mục đích "nhân đạo hóa các quan hệ giữa các nhóm sắc tộc" Tiền để tiến hành dự án đài phát thanh này do "Quỹ Ford" tài trợ, với sự quan tâm đặc biệt tới việc khuyến khích sự truyền thông giữa các người Burundi trong nước và các người Burundi trong các trại tỵ nạn ở Tanzania.
Năm 2003, đài phát thanh này đã bị chính phủ cấm trong 3 ngày do phát một cuộc phỏng vấn người phát ngôn của quân nổi dậy.
Là một ứng cử viên trong cuộc "bầu cử tổng thống Burundi năm 2010", tạp chí Time coi Sinduhije là một trong số "100 người có ảnh hưởng lớn nhất thế giới năm 2008".
Ngày 11 tháng 11 năm 2008, Sinduhije đã bị bắt và bị giam tù về tội "lăng mạ tổng thống" Pierre Nkurunziza, nhưng được thả ngày 11.03.09 vì không đủ chứng cứ buộc tội.

## Giải thưởng
- 2004 Giải Tự do Báo chí Quốc tế của Ủy ban bảo vệ các nhà báo